# Winikon
Winikon foi uma comuna da Suíça, no Cantão Lucerna, com cerca de 740 habitantes. Estendia-se por uma área de 7,57 km², de densidade populacional de 98 hab/km². Confinava com as seguintes comunas: Buchs, Dagmersellen, Knutwil, Reiden, Reitnau (AG), Triengen, Uffikon.
A língua oficial nesta comuna era o Alemão.

## História
Em 1 de janeiro de 2009, passou a formar parte da comuna de Triengen.